# Maurens-Scopont
Maurens-Scopont is een gemeente in het Franse departement Tarn (regio Occitanie) en telt 170 inwoners (2005). De plaats maakt deel uit van het arrondissement Castres.

## Geografie
De oppervlakte van Maurens-Scopont bedraagt 8,4 km², de bevolkingsdichtheid is 20,2 inwoners per km².
De onderstaande kaart toont de ligging van Maurens-Scopont met de belangrijkste infrastructuur en aangrenzende gemeenten.

## Demografie
Onderstaande figuur toont het verloop van het inwonertal (bron: INSEE-tellingen).